# Volkszählung in der Schweiz
Die erste Volkszählung in der Schweiz erfolgte im März 1850 unter der Leitung von Bundesrat Stefano Franscini. Nebst der Erhebung der Bevölkerungszahl wurde nach Geschlecht, Alter, Zivilstand, Beruf, Gewerbe und Konfession der Einwohner gefragt. Zwischen 1860 und 2000 fand alle zehn Jahre jeweils im Dezember eine Volkszählung statt. Von diesem Zehnjahresrhythmus wich man nur zweimal ab: bei der Volkszählung von 1888 (als Grundlage für die Revision der Wahlkreiseinteilung vorgezogen) und bei der Volkszählung von 1941 (infolge der zweiten Mobilmachung der Armee im Mai 1940 um ein Jahr verschoben). Die Zählung im Jahre 2000 wurde letztmals nach der herkömmlichen Methode durchgeführt. Seit 2010 wird die Volkszählung jährlich und in neuer Form durch das Bundesamt für Statistik (BFS) durchgeführt und ausgewertet. Um die Bevölkerung zu entlasten, werden die Informationen primär den Einwohnerregistern entnommen und mit Stichprobenerhebungen ergänzt. Nur noch ein kleiner Teil (ca. 5 %) der Bevölkerung wird schriftlich oder telefonisch befragt. Der erste Stichtag für die neue Volkszählung war der 31. Dezember 2010.

## Die neue Volkszählung

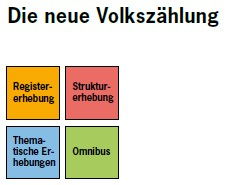
Die neue Volkszählung

Die neue Volkszählung beruht hauptsächlich auf einer Registererhebung, welche bereits vorhandene Verwaltungsdaten auswertet. Dafür nutzt das BFS die kantonalen und kommunalen Einwohnerregister, die Bundespersonenregister sowie das eidgenössische Gebäude- und Wohnungsregister. Informationen, die in keinem Register geführt werden, müssen mit ergänzenden Stichprobenerhebungen (Strukturerhebung, thematische Erhebungen, Omnibus-Erhebung) erfragt werden.

### Registererhebung
Die Registererhebung liefert grundlegende Informationen zur gesamten Bevölkerung. Sie stellt Resultate zum Bestand und zur Struktur der Bevölkerung und Haushalte sowie der Wohngebäude und Wohnungen bereit. Zur Verfügung stehen die Ergebnisse jedes Jahr Ende August (Bevölkerungsstatistiken, Gebäude- und Wohnungsstatistiken) respektive zu Beginn des Jahres, welches auf die Erhebung folgt (Haushaltsstatistiken, Wohnverhältnisse).

### Strukturerhebung
Bei der Strukturerhebung werden ab dem Jahr 2010 jährlich 200’000 Personen (rund 2,5 % der Bevölkerung) schriftlich befragt. Kantone und Städte können die Stichprobe für ihr Gebiet vergrössern. Die Erhebung liefert zusätzliche Statistiken zur Struktur der Bevölkerung (Sprache, Religion, Migration, Bildungsstand) und ergänzt dadurch die Informationen der Register. Um statistische Ergebnisse für die gesamte Bevölkerung ab 15 Jahren zu erhalten, werden die erfassten Informationen der Erhebung hochgerechnet. Bei den Ergebnissen handelt es sich um Schätzungen, die mit einer gewissen Ungenauigkeit verbunden sind. Die Genauigkeit dieser Schätzungen hängt von verschiedenen Faktoren ab; wie beispielsweise der Grösse und Struktur der Stichprobe sowie der Bereitschaft der befragten Personen, die Fragen zu beantworten (Rücklaufquote). Um die Genauigkeit der Resultate zu erhöhen, können Erhebungen aus verschiedenen Jahren kumuliert werden (Pooling).

### Thematische Erhebungen
Bei den thematischen Erhebungen werden jährlich 10’000 bzw. 40’000 Personen zu einem von insgesamt fünf Themen befragt. Mit den Statistiken dieser Erhebungen können die Informationen aus der Strukturerhebung wesentlich vertieft werden. Die ersten Resultate stehen ein Jahr nach Erhebungsabschluss zur Verfügung. 

### Omnibus
Omnibus-Erhebungen sind Befragungen zu aktuellen Themen bei 3000 Personen für die rasche Beantwortung von aktuellen politischen oder wissenschaftlichen Fragestellungen. Die Resultate liegen rund sechs Monate nach der Erhebung vor.